# Inéquation du second degré
Une inéquation du second degré est une inéquation qui peut, à l'aide d'opérations élémentaires, se mettre sous la forme {\displaystyle ax^{2}+bx+c<0{\mbox{ ou }}ax^{2}+bx+c\geqslant 0} où a est un réel non nul, b et c deux nombres réels et x désigne l'inconnue.

## Résolution
Pour résoudre une telle inéquation, il faut étudier le signe de la fonction du second degré
{\displaystyle x\mapsto ax^{2}+bx+c}.
Il faut commencer par déterminer les racines réelles de {\displaystyle ax^{2}+bx+c}. Les racines réelles sont les solutions réelles de l'équation du second degré {\displaystyle ax^{2}+bx+c=0}. On distingue trois cas de figure
- aucune racine
- une racine double (-b/2a)
- deux racines (x1 et x2).

L'étude du signe peut se faire par factorisation de l'expression du second degré et tableau de signes.
Ou bien, on peut utiliser les observations graphiques suivantes :
Position d'une parabole par rapport à l'axe des x pour a > 0, selon le nombre de racines.
Position d'une parabole par rapport à l'axe des x pour a < 0, selon le nombre de racines.
De ces observations, on peut tirer la règle suivante :
le polynôme {\displaystyle ax^{2}+bx+c} est du signe de a sauf entre les racines.
Exemples
- {\displaystyle x^{2}-2x+5} a pour discriminant - 16, il ne possède pas de racine. le coefficient devant x² est 1, il est positif. Donc {\displaystyle x^{2}-2x+5} est toujours positif.
- {\displaystyle 50-2x^{2}} possède deux racines 5 et - 5. Le coefficient devant x² est - 2, il est négatif donc {\displaystyle 50-2x^{2}} est négatif sauf entre - 5 et 5. On peut alors résumer l'étude de signe dans un tableau de signes.

| {\displaystyle -\infty } | - 5 |  | + 5 | {\displaystyle +\infty } |

| - | 0 | + | 0 | - |

## Exemples d'inéquations
- 1) Pour un périmètre de 12 cm, quelles sont les dimensions du rectangle tel que l'aire soit supérieure à 5 cm² ?

On appelle x, une des dimensions du rectangle. Puisque le demi-périmètre est 6 cm alors l'autre dimension est 6 - x. L'aire du rectangle est donc x(6 - x). le problème revient à résoudre, dans l'intervalle [0 ; 6], l'inéquation {\displaystyle x(6-x)>5}. cette inéquation est successivement équivalent à
{\displaystyle -x^{2}+6x>5} on a développé et ordonné le premier membre
{\displaystyle -x^{2}+6x-5>0} on a retranché 5 à chaque membre de l'inégalité
Le polynôme {\displaystyle -x^{2}+6x-5} possède deux racines (discriminant = 16, racines = 1 et 5. Le coefficient devant x est -1, il est négatif donc le polynôme est négatif sauf entre 1 et 5. On souhaite que le polynôme soit strictement positif, il faut donc prendre x dans l'intervalle ]1 ; 5[
- 2) Résoudre, dans ]0 ; 6[, l'inéquation {\displaystyle x(6-x)\leqslant 2x-5}.

L'inéquation est équivalente à {\displaystyle 0\leqslant x^{2}-4x-5}. Ce polynôme possède deux racines -1 et 5. Le coefficient devant x² est positif. Le polynôme est positif sauf entre - 1 et 5. L'ensemble des solutions est donc l'intervalle [5 ; 6[.
- 3) Résoudre, dans R, l'inéquation {\displaystyle 2x^{2}+25>0}

Le polynôme {\displaystyle 2x^{2}+25} ne possède pas de racine, son coefficient devant x² est 2, il est positif. Le polynôme est donc toujours strictement positif quelle que soit la valeur de x. L'ensemble des solutions est donc R.
- 4) Résoudre, dans R, l'inéquation {\displaystyle x^{2}+25\leqslant 0} .

Le polynôme n'admet pas de racine, le coefficient devant x² est positif, le polynôme est donc toujours positif, il n'est jamais négatif. L'ensemble des solutions est vide.
- 5) Résoudre, dans R, l'inéquation {\displaystyle (x+5)^{2}>0} .

Le polynôme admet une racine double (- 5). Le coefficient devant x² est positif, donc le polynôme est positif sauf en - 5 où il s'annule. L'ensemble des solutions est donc {\displaystyle ]-\infty ;-5[\cup ]-5;+\infty [}